# Havekost
Havekost là một đô thị thuộc huyện Lauenburg, trong bang Schleswig-Holstein, nước Đức. Đô thị Havekost có diện tích 5,91 km², dân số thời điểm 31 tháng 12 năm 2006 là 146 người.